# Nchumburus
Els nchumburus són els membres d'un grup ètnic guang que viuen a la zona del llac Volta, a Ghana i que parlen la llengua guang septentrional chumburung. El seu codi ètnic és NAB59z i el seu ID és 13266.

## Situació territorial i pobles veïns
Segons l'ethnologue, el 2004 hi havia 66.300 nchumburus. Segons el joshuaproject n'hi ha 85.900 nchumburus a Ghana.
El territori de parla chumburung està situat al districte de Gonja Oriental, a la regió Septentrional, al districte de Sene, a la regió Brong-Ahafo i al districte de Krachi, a la regió Volta, en una zona triangular al sud del llac Volta, al nord-oest del riu Daka. Els yejis viuen al sud del llac Volta.
Segons el mapa lingüístic de l'ethnologue hi ha dos territoris de parla chumburung: són dues zones veïnes a ambdues vessants del llac Volta, al centre del país. El territori situat més a l'oest està situat al centre del país i limita amb el llac volta a l'est i nord-est, amb els gonja al nord i amb els kplangs al sud. El territori més oriental està a l'est del llac Volta, amb el que limita al sud i sud-oest. Al nord-oest limiten amb els gonja, a l'est limiten amb els nawuris i al sud limita amb els kraches.

## Religió
La gran majoria dels nchumburus creuen en religions africanes tradicionals (89%), el 8% són cristians i el 3% són musulmans. Dels cristians, el 45% pertanyen a esglésies independents, el 30% són catòlics i el 25% són protestants. Segons el joshuaproject, el 3% dels cristians segueixen el moviment evangèlic.